# Anslutningsmatris
En anslutningsmatris (eller incidensmatris) är inom matematik, specifikt grafteori, en matris som beskriver vilka noder i en graf bågarna är kopplade till. Inom projektiv geometri beskriver den vilka punkter som är incidenta med vilka linjer.
Även grannmatriser är matriser som beskriver grafer.

## Definition
Inom grafteori finns flera olika anslutningsmatriser, en typ som bara kan användas på oriktade grafer och en som används för riktade grafer och kan anpassas till oriktade grafer.

### Oriktad anslutningsmatris
För en oriktad graf G med nodmängd {\displaystyle N=\{v_{1},v_{2},...,v_{n}\}} och bågmängd {\displaystyle B=\{e_{1},e_{2},...,e_{b}\}} så är den oriktade anslutningsmatrisen A en matris av storlek n × b där elementet {\displaystyle a_{ij}=1} om noden {\displaystyle v_{i}} är kopplad till bågen {\displaystyle e_{j}} och noll annars.

### Riktad anslutningsmatris
Den riktade anslutningsmatrisen A för en riktad graf G med noder och riktade bågar som ovan, är n × b-matrisen med elementen {\displaystyle a_{ij}} som är 1 om bågen {\displaystyle e_{j}} går till noden {\displaystyle v_{i}}, -1 om bågen går från {\displaystyle v_{i}} och 0 annars.
För riktade grafer kan man definiera en riktad anslutningsmatris helt enkelt genom att välja en riktning för alla bågar i grafen. En oriktad graf har alltså flera riktade anslutningsmatriser.

### Hypergrafer
I en vanlig graf kan en båge endast vara ansluten till två noder, så i varje kolonn i en anslutningsmatris kan det bara finnas två nollskilda element. I en hypergraf kan en båge vara ansluten till flera noder, så att en kolonn kan ha flera nollskilda element i sin oriktade anslutningsmatris.

## Exempel
Anslutningsmatriser kan läsas kolonnvis då man läser vilka noder som är direkt anslutna med en båge, eller radvis, då man läser vilka bågar som är ansluten till en specifik nod.
| Graf/hypergraf | Oriktad anslutningsmatris                                                                                   | Riktad anslutningsmatris |
| -------------- | --- | --- |
|                | {\displaystyle {\begin{pmatrix}1&1&1&0\\1&0&0&0\\0&1&0&1\\0&0&1&1\end{pmatrix}}}                            | {\displaystyle {\begin{pmatrix}1&1&-1&0\\-1&0&0&0\\0&-1&0&1\\0&0&1&-1\end{pmatrix}}}                                           |
|                | Ej tillämpbart.                                                                                             | {\displaystyle {\begin{pmatrix}-1&-1&0&0&0&0&0\\1&0&-1&0&0&0&0\\0&1&0&-1&1&0&1\\0&0&1&1&-1&-1&0\\0&0&0&0&0&1&-1\end{pmatrix}}} |
|                | {\displaystyle {\begin{pmatrix}1&0&0&0\\1&1&0&0\\1&1&1&0\\0&0&0&1\\0&0&1&0\\0&0&1&0\\0&0&0&0\end{pmatrix}}} | Ej tillämpbart. |

## Egenskaper
Om G är en oriktad graf med oriktad anslutningsmatris A och linjegraf L så är {\displaystyle A^{T}A=2I+G_{L}}, där {\displaystyle G_{L}} är grannmatrisen till L.
Den riktade anslutningsmatrisen till en riktad graf är fullständigt unimodulär.